# Tephritis californica
Tephritis californica
 es una especie de insecto díptero del género Tephritis, familia Tephritidae. Doane la describió en 1899.
Se encuentra en California, Estados Unidos.